# Makkai Mihály
Makkai Mihály (Budapest, 1939. június 24. –) magyar származású kanadai matematikus, Makkai László történész fia.

## Életrajza
1957–1962 között elvégezte az ELTE matematika-fizika szakát. Ezután Péter Rózsa, majd az 1964–1965-ös tanévben Varsóban Andrej Mostowski tanítványa volt. 1966-ban megszerezte az ELTE doktori, majd 1969-ben az MTA kandidátusi fokozatát. 1962–1971 között az MTA Matematikai Kutatóintézetének munkatársa,
1971–1973 között a winnipegi University of Manitoba oktatója volt, majd az Université de Montréal-on a Centre des Recherches Mathématiques-en dolgozott (1973–1974). 1974 óta montréali McGill University professzora.

## Munkássága
Modellelmélettel, algebrai logikával, kategóriaelmélettel, a toposzok elméletével foglalkozik. Dualitáselméletet dolgozott ki az elsőrendű elméletekre. Ebből definiálhatósági tételt igazolt.
Az MTA külső tagja (1995).

## Könyvei
- M. Makkai, G. E. Reyes: First Order Categorical Logic, Lecture Notes in Mathematics, 611, Springer, 1977.
- Michael Makkai, Robert Paré: Accessible categories: the foundations of categorical model theory. Contemporary Mathematics, 104. American Mathematical Society, Providence, RI, 1989. viii+176 pp. ISBN 0-8218-5111-X
- M. Makkai: Duality and Definability in First Order Logic, Memoirs of the American Mathematical Society, 503, 1993, ISSN 0065-9266